# Comuna Åstorp
Åstorp (Åstorps kommun) este o comună din comitatul Skåne län, Suedia, cu o populație de 14.927 locuitori (2013).

## Geografie

### Zone urbane
Lista celor mai mari zone urbane din comună (anul 2015) conform Biroului Central de Statistică al Suediei:
| Nr | Zona urbană | Pop.  |
| -- | ----------- | ----- |
| 1  | Åstorp      | 9.215 |
| 2  | Hyllinge    | 2.287 |
| 3  | Kvidinge    | 1.823 |
| 4  | Björnås     | 808   |

## Demografie
| \| Evoluția demografică în comuna Åstorp, 1970–2015 \| Evoluția demografică în comuna Åstorp, 1970–2015 \| Evoluția demografică în comuna Åstorp, 1970–2015 \| Evoluția demografică în comuna Åstorp, 1970–2015 \| Evoluția demografică în comuna Åstorp, 1970–2015 \| \| ----------------------------------------------------------------------------------------------------- \| ------------------------------------------------ \| ------------------------------------------------ \| ------------------------------------------------ \| ------------------------------------------------ \| \| An \| \| \| Locuitori \| \| \| 1970 \| 1970 \| \| 10630 \| 10630 \| \| 1975 \| 1975 \| \| 11486 \| 11486 \| \| 1980 \| 1980 \| \| 12946 \| 12946 \| \| 1985 \| 1985 \| \| 12693 \| 12693 \| \| 1990 \| 1990 \| \| 13123 \| 13123 \| \| 1995 \| 1995 \| \| 13257 \| 13257 \| \| 2000 \| 2000 \| \| 12873 \| 12873 \| \| 2005 \| 2005 \| \| 13541 \| 13541 \| \| 2010 \| 2010 \| \| 14737 \| 14737 \| \| 2015 \| 2015 \| \| 15193 \| 15193 \| \| Sursa: SCB - Statistika Centralbyrån, Folkmängd efter region, civilstånd, ålder och kön. År 1968–2016 \| \| \| \| \| |      |  |           |       |
| Evoluția demografică în comuna Åstorp, 1970–2015 |      |  |           |       |
| An |      |  | Locuitori |       |
| 1970 | 1970 |  | 10630     | 10630 |
| 1975 | 1975 |  | 11486     | 11486 |
| 1980 | 1980 |  | 12946     | 12946 |
| 1985 | 1985 |  | 12693     | 12693 |
| 1990 | 1990 |  | 13123     | 13123 |
| 1995 | 1995 |  | 13257     | 13257 |
| 2000 | 2000 |  | 12873     | 12873 |
| 2005 | 2005 |  | 13541     | 13541 |
| 2010 | 2010 |  | 14737     | 14737 |
| 2015 | 2015 |  | 15193     | 15193 |
| Sursa: SCB - Statistika Centralbyrån, Folkmängd efter region, civilstånd, ålder och kön. År 1968–2016 |      |  |           |       |